# Tohmajärven lehdot
Tohmajärven lehdot este o arie protejată (arie specială de conservare — SAC, sit de importanță comunitară — SCI) din Finlanda întinsă pe o suprafață de 37 ha, integral pe uscat.

## Localizare
Centrul sitului Tohmajärven lehdot este situat la coordonatele 62°12′31″N 30°18′54″E / 62.2086°N 30.315°E.

## Înființare
Situl Tohmajärven lehdot a fost declarat sit de importanță comunitară în august 1998 pentru a proteja 3 specii de plante și 1 specie de animale. Situl a fost protejat și ca arie specială de conservare în aprilie 2015.

## Biodiversitate
Situată în ecoregiunea boreală, aria protejată conține 4 habitate naturale: Alvar nordic și șisturi calcaroase precambriene, Fânețe de joasă altitudine (Alopecurus pratensis, Sanguisorba officinalis), Taiga vestică, Păduri fino-scandinave bogate în ierburi cu Picea abies.
La baza desemnării sitului se află mai multe specii protejate:
- plante (3): Cinna latifolia, Diplazium sibiricum, Plagiomnium drummondii
- mamifere (1): veveriță zburătoare siberiană (Pteromys volans)

Pe lângă speciile protejate, pe teritoriul sitului au mai fost identificate 19 specii de plante, 4 specii de nevertebrate.